# Тиша

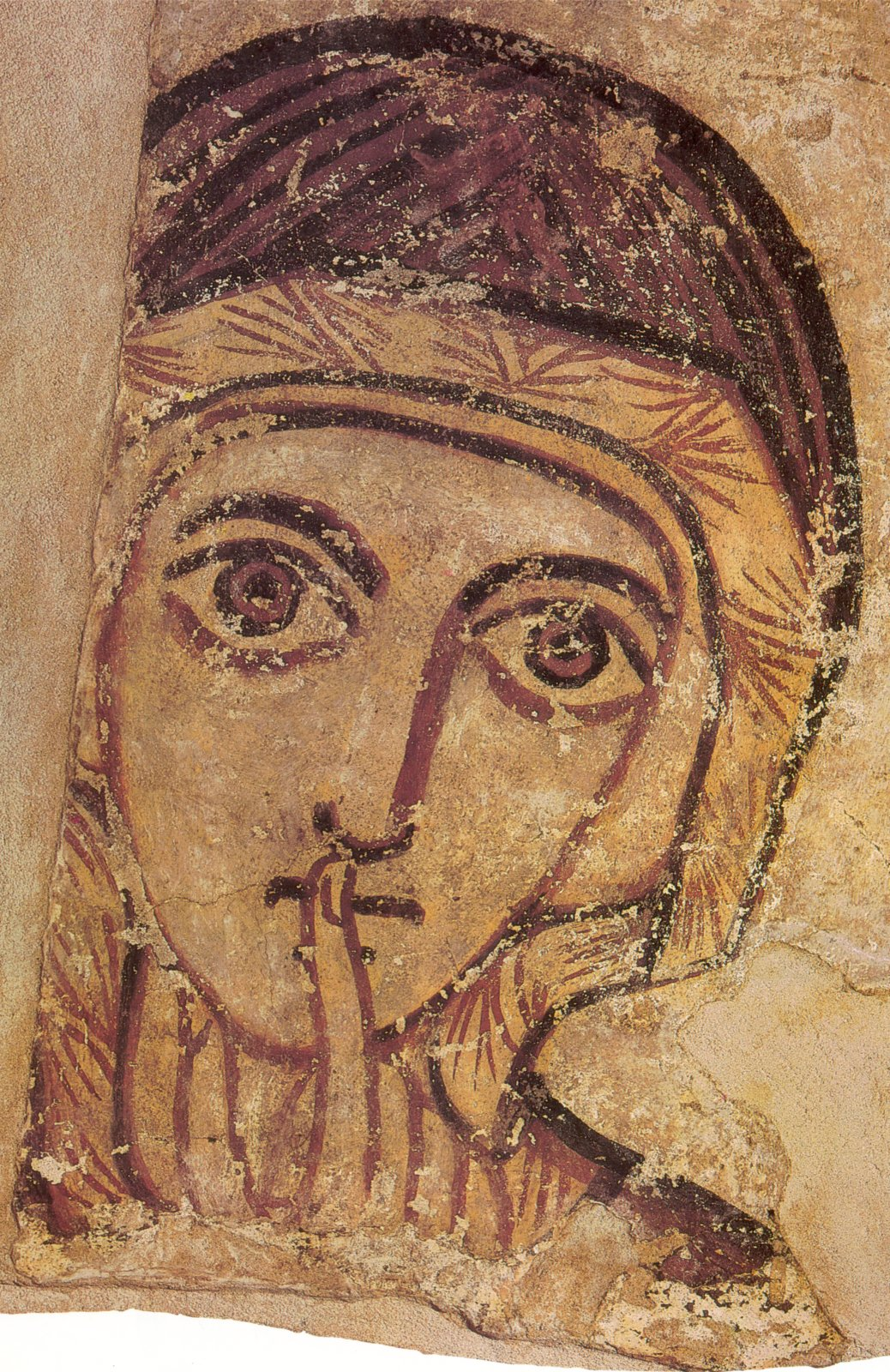

Ти́ша — повна або часткова відсутність звуків, факторів, що подразнюють слух.
Іноді для контрасту в алегоріях тишею називають не повну відсутність звукового оточення, а лише відносну, часткову, наприклад, безмовність природи, що контрастує із шумом мегаполіса. Деколи тишею алегорично позначають спокій, відсутність проблем, абсолютну ідилію та умиротвореність.
Відносна тиша корисна для здоров'я, тому виснаженим та хворим людям рекомендують уникати занадто гучних звуків. Утім звуки не надто великої гучності (20-60 децибел) позитивно впливають на людину. Вважається, що людина не може почути абсолютної тиші, бо у всякому разі вона буде чути звук свого серця.

## Заборона звуків

### В історії
У Стародавньому Римі Гай Юлій Цезар забороняв нічну їзду на гуркітливих колісницях для підтримання громадського порядку. Королева Англії Єлизавета I не дозволяла чоловікам бити своїх дружин після 10 години вечора, «щоб їх крики не турбували сусідів».

### У наш час

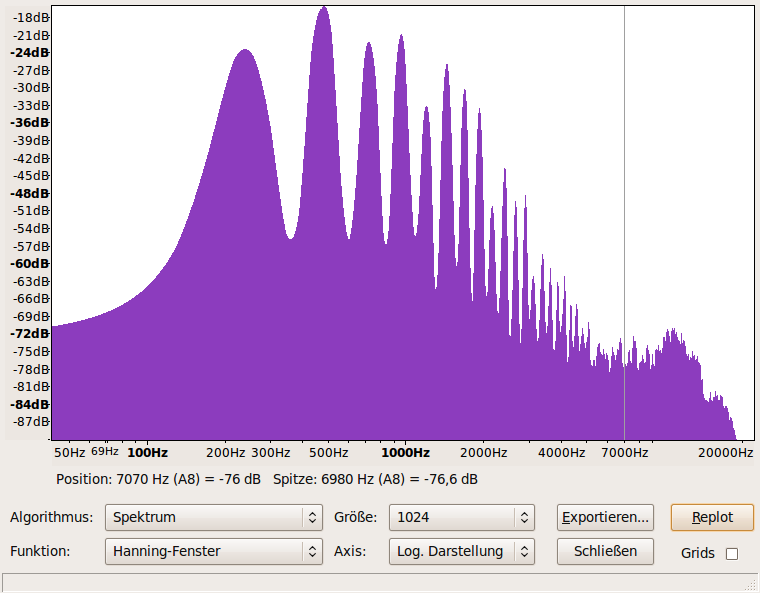
Спектр звучання вувузели

На сьогоднішній день надмірно голосні звуки часто забороняють в центрах великих міст для забезпечення комфорту жителів та гостей міста. Іноді розгортаються окремі скандали. Так, на Чемпіонаті світу з футболу 2010 проблемою стали вувузели, які використовували місцеві вболівальники. За замірами, їхня гучність досягала 124 децибелів, тому вувузели суттєво заважали вболівальникам та коментаторам насолоджуватися матчем. Іноді трапляються курйози, зокрема, у Швейцарії заборонено спускати воду в унітазі після 22.00, щоб не розбудити оточуючих, а на Капрі в Італії — носити шльопанці.

### В Україні
Іноді влада забороняє використання звуків, що порушують громадський спокій та заважають мешканцям. Існують навіть спеціальні вимоги до максимально допустимого звуку в децибелах. 2004 року в Україні прийнятий закон «Про внесення змін до деяких законодавчих актів України щодо захисту населення від впливу шуму». За ним, у нічний час, із 22.00 до 08.00 на захищених об'єктах забороняються гучний спів і вигуки, користування звуковідтворювальною апаратурою та іншими джерелами побутового шуму, проведення салютів, феєрверків, використання піротехнічних засобів. Стаття 182 Кодексу про адміністративні правопорушення визначає адміністративну відповідальність за порушення правил додержання тиші в населених пунктах і громадських місцях. Це попередження або накладання штрафу: для громадян — від 5 до 15 неоподаткованих мінімумів доходів громадян; для суб'єктів господарської діяльності — від 15 до 30 неоподаткованих мінімумів доходів громадян. Проведення на об'єктах де живуть люди ремонтних робіт, що супроводжуються шумом, забороняється у робочі дні з 21:00 до 8:00, а у святкові та неробочі дні — цілодобово, проте для отримання можливості проведення ремонтних робіт у святкові та вихідні дні необхідна згода сусідів.